# Ligne de Laluque à Tartas
La ligne de Laluque à Tartas est une ligne de chemin de fer française d'une longueur d'environ treize kilomètres, qui relie Laluque à Tartas dans le département des Landes. Elle ne fait pas partie du réseau ferré national.

## Caractéristiques
La ligne est mise en service le 27 octobre 1890. Voie ferrée d'intérêt local, le Département des Landes en était propriétaire jusqu'en 2017 puis elle a été transférée à la Région Nouvelle Aquitaine dans le cadre de la loi NOTRe. Dans les années 1990, elle était gérée en Délégation de Service Public par la société des Voies ferrées locales et industrielles (VFLI), une filiale de la SNCF.
Ouverte principalement pour assurer la desserte d'établissements industriels locaux, la ligne connût également un trafic voyageurs, qui resta cependant modeste jusqu'à sa suppression en 1939.
La ligne se débranche à l'ouest de la gare de Laluque, depuis la ligne de Bordeaux-Saint-Jean à Irun à laquelle elle est raccordée. Elle est à voie unique sur toute sa longueur. Elle n'a jamais été électrifiée.
De nos jours, la ligne est conservée pour desservir l'usine papetière de Tartas.
Le 22 mars 2019, sur la commune de Bégaar, à la suite d'un affaissement de terrain à son passage, un train de marchandises se rendant à la papeterie Rayonier AM déraille. Deux wagons se renversent et un sort partiellement des voies. La ligne, endommagée, est fermée pour une durée indéterminée.
En 2022, la Région Nouvelle-Aquitaine réalise les travaux de régénération de la voie ferrée entre Laluque et Tartas de novembre 2022 jusqu’en août 2023, 
"Le chantier, qui va durer près de 9 mois, permettra de renouveler 12,6 km de voie ferrée, avec la réfection de la plateforme (la structure sous la voie) et le remplacement des rails et des traverses en bois. Les deux ouvrages d’art de la voie, les ponts traversant le Retjons et le Luzou, seront également régénérés.
L’ensemble des travaux est financé à 70 % par le Conseil régional de Nouvelle-Aquitaine pour un montant total de 16,58 millions d’euros. L'Etat participe à hauteur de 30 % dans le cadre de son dispositif d’aide à la régénération des lignes capillaires de fret. Ces travaux prennent fin à l'automne 2023.
Le 3 février 2025, un premier convoi de maïs est lancé sur cette voie par Hexafret (ex-SNCF Fret) pour le compte de l'entreprise Maïsadour.